# Raquel Welch
Raquel Welch (pravim imenom Jo Raquel Tejada,  Chicago, Illinois, SAD, 5. rujna 1940. – Los Angeles, 15. veljače 2023.) bila je američka glumica.
Rođena je u Chicagu, u obitelji bolivijsko-irskog porijekla. U dobi od dvije godine seli se u San Diego u Kaliforniji. U ranoj mladosti uči ples, sudjeluje na izborima ljepote, i vodi vremensku prognozu na tv stanici KFMB, lokalnoj televiziji u San Diegu. 1959. igra naslovnu ulogu u predstavi The Ramona Outdoor Play u Hemetu u Kaliforniji. Nakon kraćeg boravka u Teksasu, gdje je radila kao fotomodel i hostesa, vraća se u Kaliforniju, gdje traži posao u filmskim studijima. Isprva glumi samo manje epizodne uloge, dok prva značajnija uloga stiže 1965. u filmu A Swingin' Summer, koja joj donosi ugovor s 20th Century Foxom. Slavu postiže ulogom Loane u povijesno-fantastičnom filmu One Million Years B.C. (1966.), koji ju lansira kao seks simbol, što je kasnije znatno ograničilo njenu karijeru. 
Na prelazu iz 1960-ih u 1970-e, jedna je od najpoznatijih američkih glumica, te nastupa u raznim žanrovima: u vesternu Bandolero! (1968.), ili kontroverznoj komediji Myra Breckinridge (1970.). Iste godine zajedno s Tomom Jonesom nastupa u raskošnoj tv produkciji Raquel!. 1982. godine otpuštena je sa snimanja filma Cannery Row, što je, iako je kasnije dobila višemilijunsku odštetu na sudu, teško naštetilo njenoj filmskoj karijeri. Nakon kraćih izleta u glazbu, gdje je objavila singl "This Girl's Back In Town", od 1990-ih nadalje uglavnom glumi u televizijskim serijama. Smatra se posljednjom filmskom zvijezdom koju je kreirao sistem studija (studio system). Njena kćer Tahnee Welch također je glumica.

## Izabrana filmografija
- Roustabout (1964.)
- A Swingin' Summer (1965.)
- Milijun godina prije Krista (1966.)
- Shoot Loud, Louder... I Don't Understand (1966.)
- Bandolero! (1968.)
- Myra Breckinridge (1970.)
- Tri mušketira (1973.)

## Vanjske poveznice
- Raquel Welch u internetskoj bazi filmova IMDb-u (engl.)